# Matthias Steiner
Matthias Steiner (Vienna, 25 agosto 1982) è un ex sollevatore austriaco naturalizzato tedesco.

## Carriera
Austriaco di nascita, ha gareggiato per l'Austria dal 1998 al 2005 a livello internazionale, partecipando anche alle Olimpiadi 2004. Dal 2002 al 2005 è stato quattro volte campione nazionale nella categoria 105 kg. Nel 2005 ha abbandonato la federazione sportiva austriaca.
Nel 2008 ha ricevuto la cittadinanza tedesca e ha quindi rappresentato la Germania nelle varie competizioni fino al 2013, anno del ritiro. Ha vinto una medaglia d'oro alle Olimpiadi 2008 svoltesi a Pechino. 
In quell'occasione toccò il cuore di tutto il mondo quando salì sul podio tenendo in mano la fotografia della moglie Susann, morta l'anno precedente in un incidente stradale. La donna, tedesca, era il motivo per cui aveva acquisito la cittadinanza della coniuge e si era trasferito nel suo paese, oltre che per sfruttare le maggiore possibilità garantite dalla Germania. Prima del trapasso le aveva promesso che avrebbe vinto l'oro Olimpico nella sua categoria, quella che tradizionalmente vale il titolo di "uomo più forte del mondo". In un momento estremamente ricco di pathos, ebbe nella finale a disposizione un ultimo tentativo per superare l'avversario, il russo Evgenij Čigišev. Conquistò l'oro superandolo, con l'ultima sollevata, di un solo chilo, 461 kg totali a 460.
Subito dopo il trionfo a cinque cerchi, ha dichiarato: «Lei era sempre con me, nelle ore prima della competizione, era con me. Non sono il tipo di persona superstizioso, non credo in poteri più alti, ma spero che mi abbia visto. Lo desidero davvero».
Le difficoltà dovute al trapasso della moglie dal cui superamento seppe però trarre forza non sono state le uniche della sua carriera. A 18 anni gli era stato infatti diagnosticato un diabete di primo grado, che rese molto più difficile per lui mettere su massa muscolare.
Nell'ottobre del 2008 ha conosciuto la conduttrice di telegiornali Inge Posmyk e l'ha sposata nel 2010.

## Palmarès
- Giochi olimpici estivi

Pechino 2008: oro nella categoria 105 kg
- Campionati mondiali

Antalya 2010: argento nel 105 kg
- Campionati europei

Lignano Sabbiadoro 2008: argento nel 105 kg
Minsk 2010: bronzo nel 105 kg
Antalya 2012: argento nel 105 kg